# Yanick Brecher
Yanick Brecher (* 25. Mai 1993) ist ein Schweizer Fussballtorhüter, der beim FC Zürich in der Super League unter Vertrag steht.

## Karriere
Yanick Brecher begann seine Karriere beim FC Männedorf. Dort wurde der FC Zürich auf ihn aufmerksam. Er durchlief alle Stationen der FCZ Academy bis zur Saison 2011/12, in der er in das Kader der ersten Mannschaft aufgenommen wurde. Er war bis zur Saison 2014/15 die Nummer zwei hinter David Da Costa. Um Spielpraxis zu sammeln, wurde er für eine Saison zum FC Wil ausgeliehen. Am 1. April 2015 wurde er zurück zum FC Zürich geholt und war seitdem der erste Torhüter der Mannschaft. Zu Beginn der Saison 2016/17 wurde er zeitweise von Andris Vaņins abgelöst. Seit Anfang 2018 ist er Stammtorhüter des FCZ und blieb seitdem nur in vier Ligaspielen ohne Einsatz. Seit der Saison 2019/20 ist er zudem Captain der Mannschaft.
Als Captain führte er den FC Zürich in der Saison 2021/22 zum 13. Meistertitel.